# کاندری-کوتوی
کاندری-کوتوی (انگلیسی: Kandry-Kutuy) یک شهرک در شهرستان تویمازینسکی استان باشقیرستان کشور روسیه است.